# Megacles van Mytilene
Megacles (Oudgrieks: Μεγακλῆς / Megaklễs) was een oud-Grieks politicus uit Mytilene op het eiland Lesbos.
Megacles zou met de hulp van zijn vrienden de heerschappij van de Penthalidae, de leidende familie van Mytilene, hebben omvergeworpen.

## Noot
1. ↑  Aristoteles, Politika V 10 (ed. Bekker, p. 1311).

## Referentie
- W. Smith, art. Megacles (2), in W. Smith (ed.), A dictionary of Greek and Roman biography and mythology, II, Boston, 1867, p. 1007.